# A barbadosi szenátus tagjainak listája
A barbadosi szenátus tagjainak jelenlegi listája : 

## Kormányzati szenátorok
Barbados alkotmánya szerint tizenkét (12) szenátort nevez ki az elnök a miniszterelnök javaslatára.  2022. január 24-én, néhány nappal a 2022-es választások után Mia Mottley miniszterelnök bejelentette szándékát, hogy a következő személyeket jelöli kormányzati szenátoroknak: 
| Szenátor                 | Pozíció                                                                                                |
| ------------------------ | --- |
| Reginald R. Farley       | A Szenátus elnöke                                                                                      |
| H. Elizabeth Thompson    | a Szenátus alelnöke                                                                                    |
| Lisa Cummins             | Kormányzati Üzletág Vezetője; Turisztikai és nemzetközi közlekedésért felelős miniszter                |
| Jerome Walcott           | A szociális és környezetvédelmi politikát koordináló főminiszter; Külügy- és külkereskedelmi miniszter |
| Dr. Shantal Munro-Knight | Miniszterelnöki Hivatal minisztere                                                                     |
| Dr. Crystal Haynes       | |
| John Andrew King         | |
| Pat Parris               | |
| Charles Morris           | |
| Roshanna Trim            | |
| Andwele Boyce            | |
| Gregory Nicholls         | |

## Független szenátorok
Az alkotmány általában hét (7) személy kinevezését írja elő a szenátusba, akiket az elnök saját belátása szerint nevez ki, azaz független szenátorok. A következő személyeket Dame Sandra Mason 2022. február 1-jén eskette fel. Az utolsó két szenátor 2022. április 8-án tette le esküjét, mivel nem volt ellenzéki vezető, aki kinevezhette volna a két ellenzéki szenátort. 2024. február 14-én, az újonnan kinevezett ellenzéki vezető, Ralph Thorne hivatalba lépésével két ellenzéki szenátort neveztek ki Chelston Brathwaite és Kristina Hinds helyére, akik az ellenzék helyett kinevezett szenátorok voltak.  
| Szenátor            | Szakma      |
| ------------------- | ----------- |
| Monique Taitt       | Ügyvéd      |
| John Rogers         | Tisztelendő |
| Kevin Boyce         | Ügyvéd      |
| Christopher Maynard | Orvos       |
| Kristály Drakes     | Közgazdász  |
| Andrew Mallalieu    | Üzletember  |
| Lindell ápoló       | Politikus   |

## Ellenzéki szenátorok
| Szenátor      | Szakma                 |
| ------------- | ---------------------- |
| Ryan Walters  | Üzletember             |
| Andre Worrell | A DLP megbízott elnöke |

## Fordítás
Ez a szócikk részben vagy egészben  a   List of members of the Senate of Barbados című angol Wikipédia-szócikk ezen változatának fordításán alapul.  Az eredeti cikk szerkesztőit annak laptörténete sorolja fel. Ez a jelzés csupán a megfogalmazás eredetét és a szerzői jogokat jelzi, nem szolgál a cikkben szereplő információk forrásmegjelöléseként.

## Referenciák
1. ↑  Members of The Senate. The Barbados Parliament
2. ↑  The Senate | BARBADOSPARLIAMENT.COM, 2022. február 9. [2022. február 9-i dátummal az eredetiből archiválva]. (Hozzáférés: 2022. március 5.)
3. ↑  Announcement of the new Cabinet – PMO (amerikai angol nyelven), 2022. január 24. (Hozzáférés: 2022. március 5.)
4. ↑  Today: PM Mottley announces Cabinet reshuffle (amerikai angol nyelven). Barbados Today, 2024. január 6. (Hozzáférés: 2025. június 28.)
5. ↑  Best: Roshanna Trim Is Barbados’ Newest Senator. Barbados Government Information Service, 2025. június 27. (Hozzáférés: 2025. június 27.)
6. ↑  Clarke: Watson and Walters are named Opposition Senators (amerikai angol nyelven). nationnews.com, 2024. február 13. (Hozzáférés: 2024. február 13.)
7. ↑  Clarke: Waiting game over senators (amerikai angol nyelven). nationnews.com, 2024. február 12. (Hozzáférés: 2024. február 13.)

- Barbados Kormányzati Információs Szolgálat
- A barbadosi parlament